# 제45회 영국 아카데미 영화상
제45회 영국 아카데미 영화상은 1991년의 최고의 영화를 기리기 위해 1992년 3월 22일에 열린 시상식이다.

## 수상

### 작품상
- 커미트먼트 - 로저 랜들 커틀러 수상

### 데이빗 린 상
- 커미트먼트 - 앨런 파커 수상

### 남우주연상
- 양들의 침묵 - 안소니 홉킨스 수상

### 여우주연상
- 양들의 침묵 - 조디 포스터 수상

### 남우조연상
- 로빈 후드: 도둑들의 왕자 - 앨런 릭먼 수상

### 여우조연상
- 프랭키와 자니 - 케이트 넬리건 수상

### 각본상
- 유령과의 사랑 - 안소니 밍겔라 수상

### 각색상
- 커미트먼트 - 딕 클레먼트 수상

### 편집상
- 커미트먼트 - 게리 햄블링 수상

### 촬영상
- 시라노 - Pierre L’Homme 수상

### 음향상
- 터미네이터 2 - 심판의 날 - Lee Orloff 수상

### 의상상
- 시라노 - Franca Squarciapino 수상

### 분장상
- 시라노 - Jean-Pierre Eychenne 수상

### 특수시각효과상
- 터미네이터 2 - 심판의 날 - 스탠 윈스톤 수상

### 프로덕션디자인상
- 가위손 - 보 웰치 수상

### 외국어영화상
- Michael Verhoeven 수상

### 단편애니메이션작품상
- Ken Lidster 수상

### 단편영화작품상
- Barry Palin 수상

### 안소니 아스퀴스상
- 시라노 - 장-클로드 페티트 수상

## 같이 보기
- 제64회 아카데미상
- 제17회 세자르상
- 제44회 미국 감독 조합상
- 제5회 유럽 영화상
- 제49회 골든 글로브상
- 제12회 골든 래즈베리상
- 제44회 미국 작가 조합상